# 曩祖八幡宮
曩祖八幡宮（のうそはちまんぐう）は、福岡県飯塚市にある神社である。旧社格は県社で、現在は神社本庁の別表神社。旧称納祖宮。
飯塚の鎮守として崇敬され、また子守りの神としても信仰されている。

## 祭神
応神天皇・仲哀天皇・神功皇后・武内宿禰および天神地祇を祀る。

## 歴史
神功皇后が三韓征伐からの帰途、納祖の森に祭壇を設けて天神地祇を祀り、長年つき従った九州の臣たちと別れを惜しんだと伝えられる。このとき、人々が「またいつか尊顔を拝し奉らん」と口々に言い、この「いつか」が「飯塚」の名の由来であるという。
社伝では、その跡に作られたのが当社であるという。創建年代は不詳であるが、延文4年（1359年）には社殿が建立されていた。大正13年(1924年)に県社に昇格した。

## 祭典
- 月次祭 - 毎月1日
- 節分星祭 - 2月3日
- 人形感謝祭 - 5月第2日曜日
- 夏越大祓 - 6月30日